# 추억의 목걸이
"추억의 목걸이"는 한국에서 제작된 박상호 감독의 1959년 영화이다. 도금봉 등이 주연으로 출연하였고 원선 등이 제작에 참여하였다.

## 출연

### 주연
- 도금봉
- 최무룡
- 주선태
- 김승호

## 기타
- 조명: 윤영선
- 녹음: 최칠복
- 미술: 정우택